# 顺德府
顺德府，为元朝时设置的府。

顺德府在直隶省的位置（1820年）

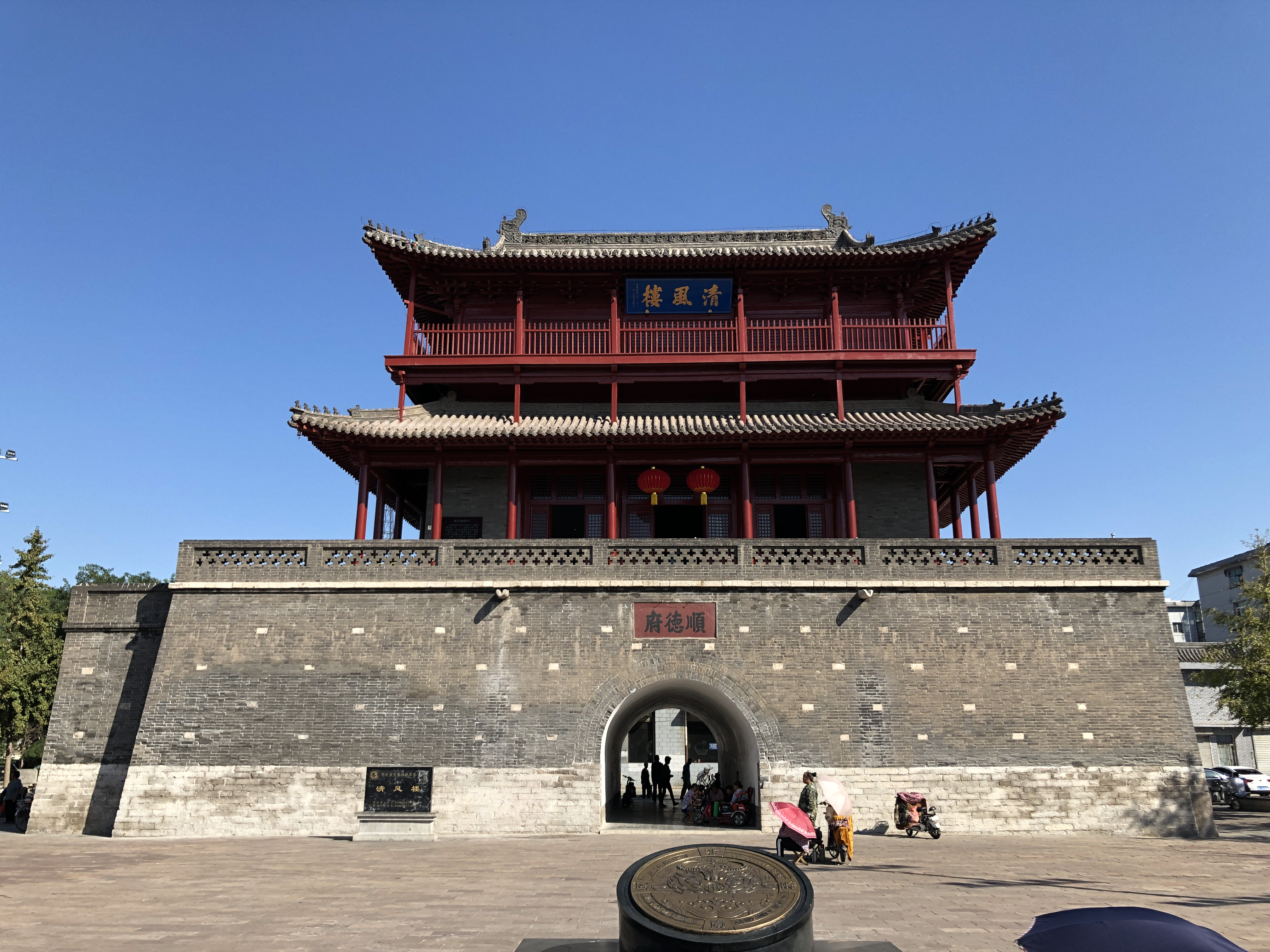
顺德府清风楼

元朝中统三年（1262年）升邢州置，治邢台县（今河北省邢台市）。辖境相当今河北省太行山以东，内丘、隆尧以南，巨鹿、广宗以东，沙河、南和以北地。至元二年（1265年）改为顺德路。明朝洪武元年（1368年）复为府，属京师。清朝时，属直隶省。辖九县：邢台县、内丘县、沙河县、南和县、任县、唐山县、巨鹿县、平乡县、广宗县。1913年废，1914年改為直隸省大名道， 1928年直隸省改為河北省至今。

## 延伸阅读
[在维基数据编辑]
 《欽定古今圖書集成·方輿彙編·職方典·順德府部》，出自陈梦雷《古今圖書集成》